# 사실의 흠결
사실의 흠결(事實의 欠缺)은 행위의 내용중 구성요건에 해당하는 요소가 결여된 경우를 뜻하는 형법의 용어이다. 구성요건의 흠결이라고도 한다.

## 같이 보기
- 불능미수

## 참고 문헌
- 손동권, 『체계적 형법연습』, 율곡출판사, 2005. (ISBN 8985177915)